# Le Cuing
Le Cuing est une commune française située dans l'ouest du département de la Haute-Garonne, en région Occitanie. Sur le plan historique et culturel, la commune est dans le pays de Comminges, correspondant à l’ancien comté de Comminges, circonscription de la province de Gascogne située sur les départements actuels du Gers, de la Haute-Garonne, des Hautes-Pyrénées et de l'Ariège.
Exposée à un climat océanique altéré, elle est drainée par la Louge, la Noue, le canal de Franquevielle à Cardeilhac, le Lanedon et par divers autres petits cours d'eau. La commune possède un patrimoine naturel remarquable composé de trois zones naturelles d'intérêt écologique, faunistique et floristique.
Le Cuing est une commune rurale qui compte 479 habitants en 2022, après avoir connu une forte hausse de la population depuis 1975. Elle fait partie de l'aire d'attraction de Saint-Gaudens. Ses habitants sont appelés les Cuingois ou  Cuingoises.

## Géographie

### Localisation
La commune du Cuing se trouve dans le département de la Haute-Garonne, en région Occitanie.
Elle se situe à 84 km à vol d'oiseau de Toulouse, préfecture du département, et à 10 km de Saint-Gaudens, sous-préfecture.
Les communes les plus proches sont : 
Loudet (3,2 km), Ponlat-Taillebourg (3,9 km), Saint-Plancard (4,1 km), Sédeilhac (4,6 km), Bordes-de-Rivière (4,6 km), Villeneuve-de-Rivière (5,2 km), Clarac (5,6 km), Larroque (5,6 km).
Sur le plan historique et culturel, Le Cuing fait partie du pays de Comminges, correspondant à l’ancien comté de Comminges, circonscription de la province de Gascogne située sur les départements actuels du Gers, de la Haute-Garonne, des Hautes-Pyrénées et de l'Ariège.
Les communes limitrophes sont  Bordes-de-Rivière, Clarac, Larroque, Lodes, Loudet, Ponlat-Taillebourg, Saint-Ignan, Saint-Plancard et Saux-et-Pomarède.
| Saint-Plancard     | Larroque | Lodes                                     |
| Loudet             | du Cuing | Saint-Ignan, Saux-et-Pomarède (sur 100 m) |
| Ponlat-Taillebourg | Clarac   | Bordes-de-Rivière                         |

### Géologie et relief
La superficie de la commune est de 1 305 hectares ; son altitude varie de 412  à   517 mètres.

### Hydrographie

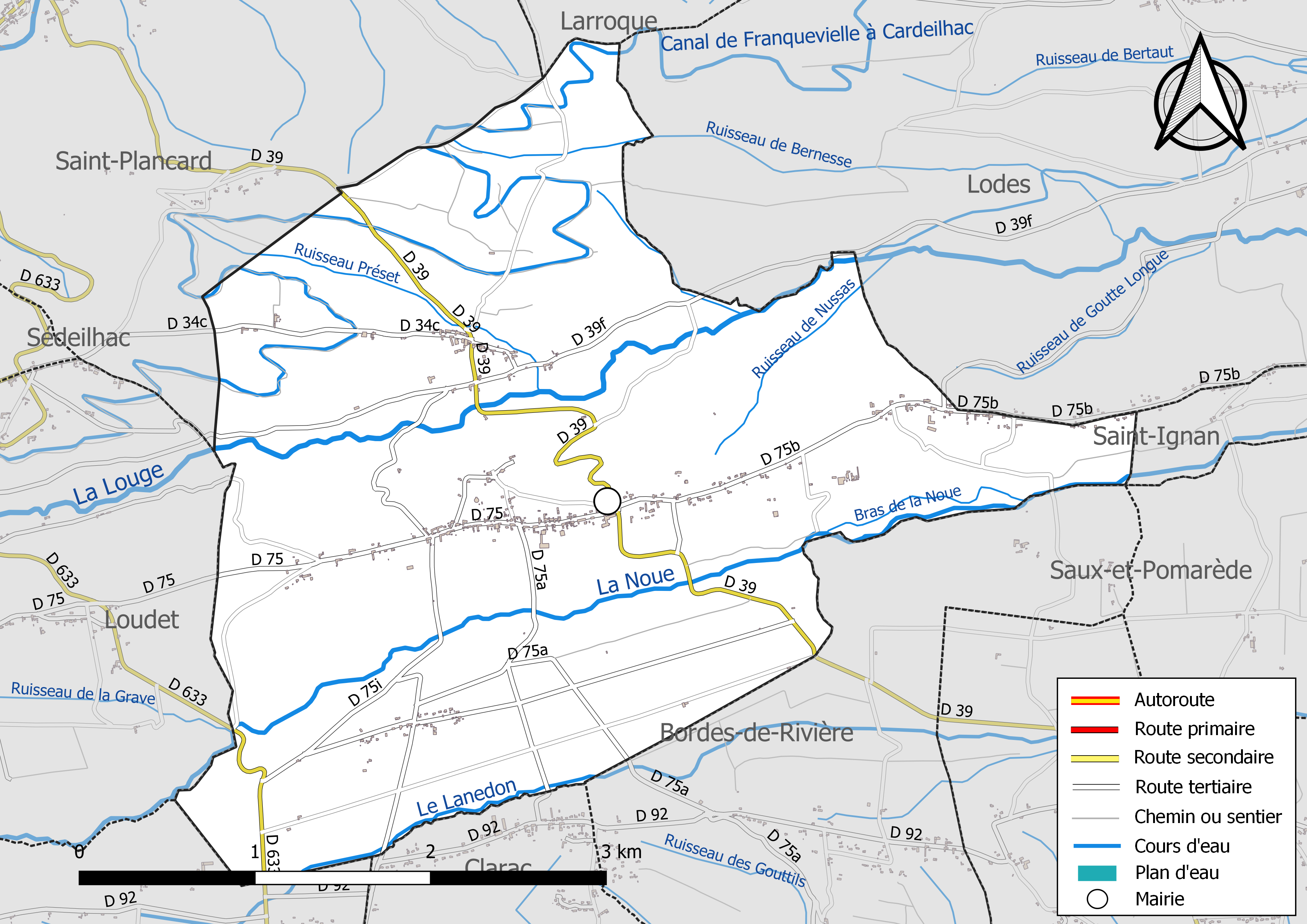
Réseaux hydrographique et routier duCuing.

La commune est dans le bassin de la Garonne, au sein du bassin hydrographique Adour-Garonne. Elle est drainée par la Louge, la Noue, le canal de Franquevielle à Cardeilhac, le Lanedon, un bras de la Noue, le ruisseau de Bernesse, le ruisseau de Nussas, le ruisseau Préset et par un petit cours d'eau, constituant un réseau hydrographique de 25 km de longueur totale,.
La Louge, d'une longueur totale de 100 km, prend sa source dans la commune de Villeneuve-Lécussan et s'écoule du sud-ouest vers le nord-est. Elle traverse la commune et se jette dans la Garonne à Muret, après avoir traversé 34 communes.
La Noue, d'une longueur totale de 44,2 km, prend sa source dans la commune de Franquevielle et s'écoule d'ouest en est. Il traverse la commune et se jette dans la Garonne à Mancioux, après avoir traversé 17 communes.
Le canal de Franquevielle à Cardeilhac, d'une longueur totale de 23,2 km, prend sa source dans la commune de Franquevielle et s'écoule du sud-ouest vers le nord-est. Il traverse la commune et se jette dans la Nère à Cardeilhac, après avoir traversé 7 communes.
Le Lanedon, d'une longueur totale de 10,8 km, prend sa source dans la commune de Ponlat-Taillebourg et s'écoule d'ouest en est. Il traverse la commune et se jette dans la Noue à Saint-Ignan, après avoir traversé 7 communes.

### Climat
Pour des articles plus généraux, voir Climat de l'Occitanie et Climat de la Haute-Garonne.
En 2010, le climat de la commune est de type climat océanique altéré, selon une étude s'appuyant sur une série de données couvrant la période 1971-2000. En 2020, Météo-France publie une typologie des climats de la France métropolitaine dans laquelle la commune est exposée à un climat de montagne ou de marges de montagne et est dans la région climatique Pyrénées centrales, caractérisée par une pluviométrie annuelle de 1 000 à 1 200 mm.
Pour la période 1971-2000, la température annuelle moyenne est de 11,5 °C, avec une amplitude thermique annuelle de 14,6 °C. Le cumul annuel moyen de précipitations est de 970 mm, avec 9,3 jours de précipitations en janvier et 7,1 jours en juillet. Pour la période 1991-2020, la température moyenne annuelle observée sur la station météorologique la plus proche, située sur la commune de Clarac à 5 km à vol d'oiseau, est de 12,5 °C et le cumul annuel moyen de précipitations est de 804,9 mm,. Pour l'avenir, les paramètres climatiques de la commune estimés pour 2050 selon différents scénarios d’émission de gaz à effet de serre sont consultables sur un site dédié publié par Météo-France en novembre 2022.

### Milieux naturels et biodiversité

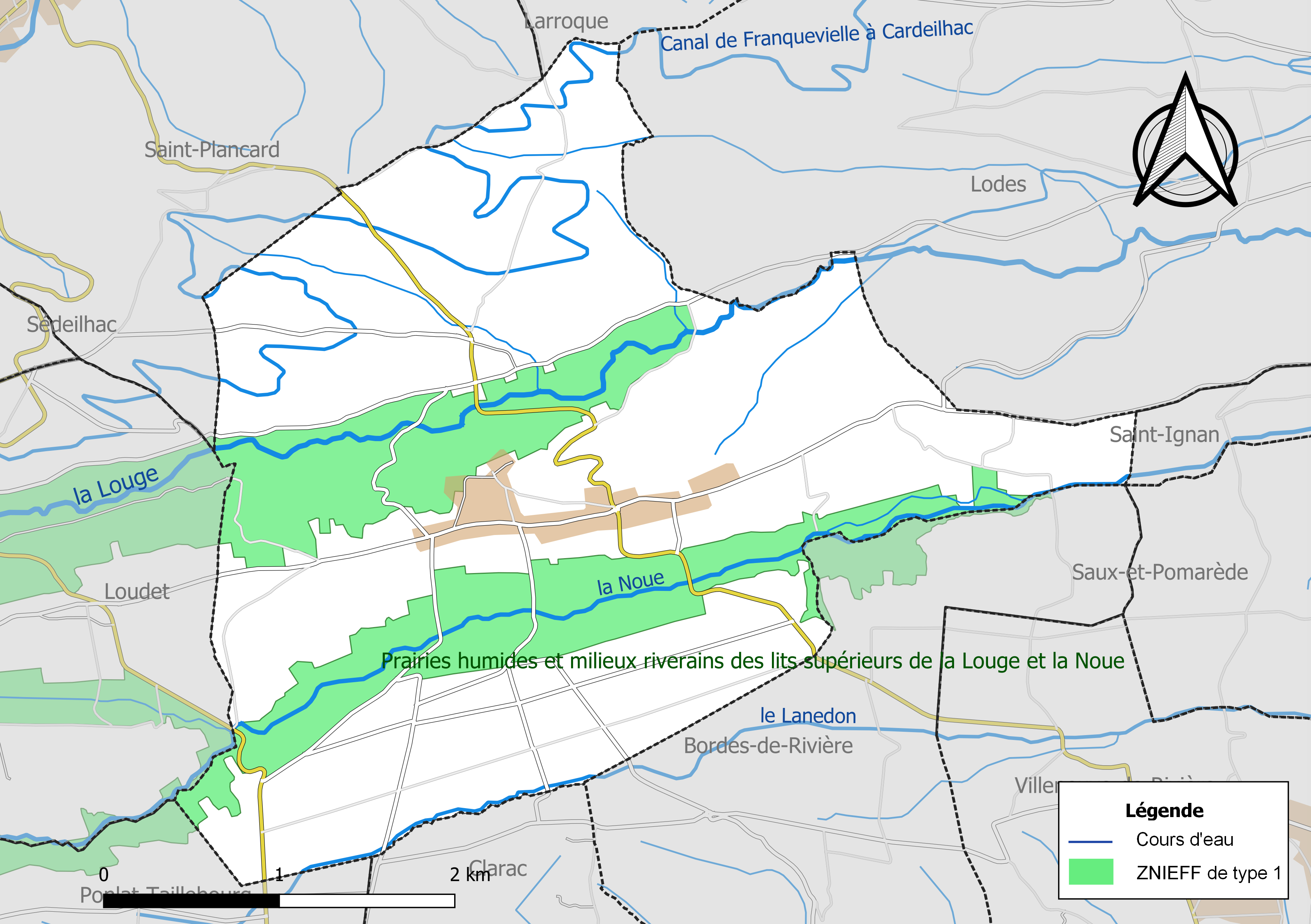
Carte de la ZNIEFF de type 1 localisée sur la commune.

L’inventaire des zones naturelles d'intérêt écologique, faunistique et floristique (ZNIEFF) a pour objectif de réaliser une couverture des zones les plus intéressantes sur le plan écologique, essentiellement dans la perspective d’améliorer la connaissance du patrimoine naturel national et de fournir aux différents décideurs un outil d’aide à la prise en compte de l’environnement dans l’aménagement du territoire.
Une ZNIEFF de type 1 est recensée sur la commune :
les « prairies humides et milieux riverains des lits supérieurs de la Louge et la Noue » (798 ha), couvrant 7 communes du département et deux ZNIEFF de type 2, : 
- l'« Amont des bassins de la Louge, de la Save, du Lavet et de la Noue et landes orientales du Lannemezan » (5 833 ha), couvrant 18 communes dont 14 dans la Haute-Garonne et quatre dans les Hautes-Pyrénées[21] ;
- les « massifs forestiers de Cardeilhac et de l'Escale » (1 680 ha), couvrant 6 communes du département[22].

## Urbanisme

### Typologie
Au 1er janvier 2024, Le Cuing est catégorisée commune rurale à habitat dispersé, selon la nouvelle grille communale de densité à sept niveaux définie par l'Insee en 2022.
Elle est située hors unité urbaine. Par ailleurs la commune fait partie de l'aire d'attraction de Saint-Gaudens, dont elle est une commune de la couronne,. Cette aire, qui regroupe 85 communes, est catégorisée dans les aires de moins de 50 000 habitants,.

### Occupation des sols
L'occupation des sols de la commune, telle qu'elle ressort de la base de données européenne d’occupation biophysique des sols Corine Land Cover (CLC), est marquée par l'importance des territoires agricoles (68,3 % en 2018), une proportion sensiblement équivalente à celle de 1990 (68,8 %). La répartition détaillée en 2018 est la suivante : 
zones agricoles hétérogènes (51,9 %), forêts (28,8 %), terres arables (16,4 %), zones urbanisées (2,9 %). L'évolution de l’occupation des sols de la commune et de ses infrastructures peut être observée sur les différentes représentations cartographiques du territoire : la carte de Cassini (XVIIIe siècle), la carte d'état-major (1820-1866) et les cartes ou photos aériennes de l'IGN pour la période actuelle (1950 à aujourd'hui).

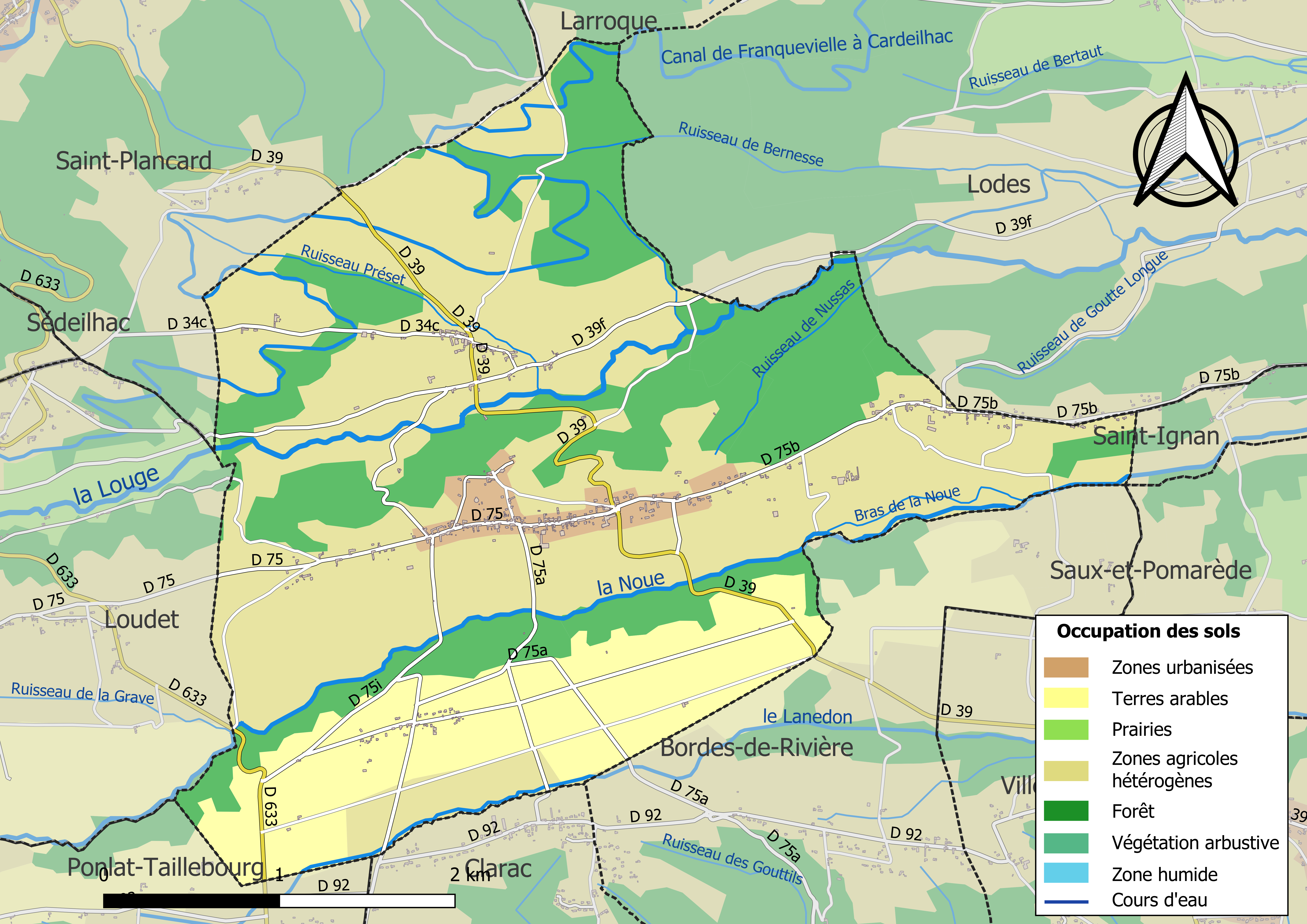
Carte des infrastructures et de l'occupation des sols de la commune en 2018 (CLC).

### Voies de communication et transports
Accès avec la ligne régulière de transport interurbain du réseau Arc-en-ciel (anciennement SEMVAT) ainsi qu'en gare de Saint-Gaudens.

### Risques majeurs
Le territoire de la commune duCuing est vulnérable à différents aléas naturels : météorologiques (tempête, orage, neige, grand froid, canicule ou sécheresse), inondations, feux de forêts et séisme (sismicité modérée). Un site publié par le BRGM permet d'évaluer simplement et rapidement les risques d'un bien localisé soit par son adresse soit par le numéro de sa parcelle.
Certaines parties du territoire communal sont susceptibles d’être affectées par le risque d’inondation par débordement de cours d'eau, notamment le Noue, le Lanedon et le canal de Franquevielle à Cardeilhac. La commune a été reconnue en état de catastrophe naturelle au titre des dommages causés par les inondations et coulées de boue survenues en 1982, 1999 et 2009,.
Un plan départemental de protection des forêts contre les incendies a été approuvé par arrêté préfectoral du 25 septembre 2006. Le Cuing est exposée au risque de feu de forêt du fait de la présence sur son territoire du massif de Cardeilhac. Il est ainsi défendu aux propriétaires de la commune et à leurs ayants droit de porter ou d’allumer du feu dans l'intérieur et à une distance de 200 mètres des bois, forêts, plantations, reboisements ainsi que des landes. L’écobuage est également interdit, ainsi que les feux de type méchouis et barbecues, à l’exception de ceux prévus dans des installations fixes (non situées sous couvert d'arbres) constituant une dépendance d'habitation,

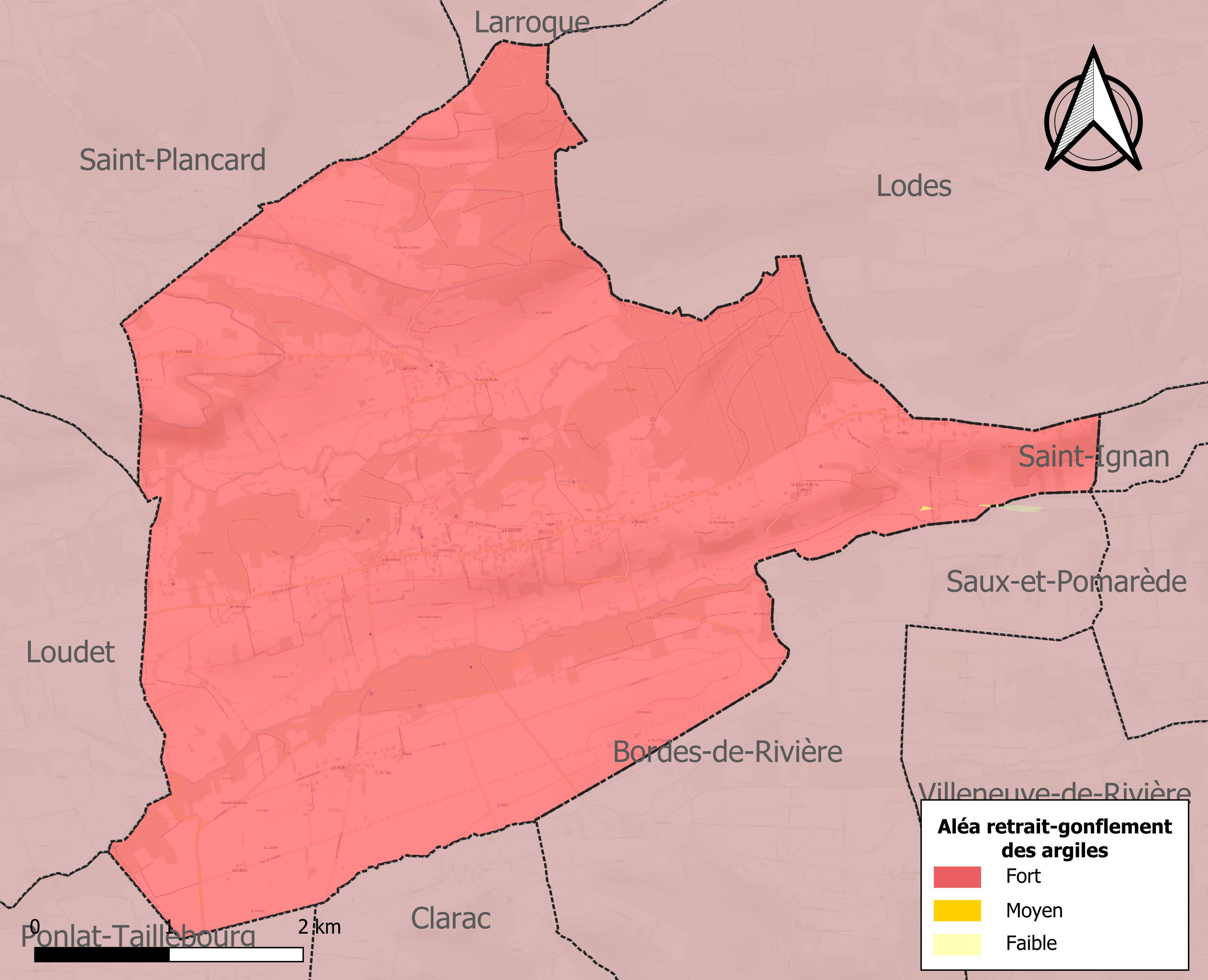
Carte des zones d'aléa retrait-gonflement des sols argileux duCuing.

Le retrait-gonflement des sols argileux est susceptible d'engendrer des dommages importants aux bâtiments en cas d’alternance de périodes de sécheresse et de pluie. La totalité de la commune est en aléa moyen ou fort (88,8 % au niveau départemental et 48,5 % au niveau national). Sur les 189 bâtiments dénombrés sur la commune en 2019, 189 sont en aléa moyen ou fort, soit 100 %, à comparer aux 98 % au niveau départemental et 54 % au niveau national. Une cartographie de l'exposition du territoire national au retrait gonflement des sols argileux est disponible sur le site du BRGM,.
Par ailleurs, afin de mieux appréhender le risque d’affaissement de terrain, l'inventaire national des cavités souterraines permet de localiser celles situées sur la commune.
Concernant les mouvements de terrains, la commune a été reconnue en état de catastrophe naturelle au titre des dommages causés par la sécheresse en 1989, 1993 et 2003 et par des mouvements de terrain en 1999.

## Politique et administration

### Administration municipale
Le nombre d'habitants au recensement de 2011 étant compris entre 100 et 499, le nombre de membres du conseil municipal pour l'élection de 2014 est de onze,.

### Rattachements administratifs et électoraux
Commune faisant partie de la huitième circonscription de la Haute-Garonne, de la communauté de communes Cœur et Coteaux du Comminges et du canton de Saint-Gaudens (avant le redécoupage départemental de 2014, Boudrac faisait partie de l'ex-canton de Montréjeau). Avant le 1er janvier 2017, elle faisait partie de la communauté de communes Nébouzan-Rivière-Verdun. La commune est également membre du SIVOM de Saint-Gaudens Montréjeau Aspet Magnoac.

### Liste des maires

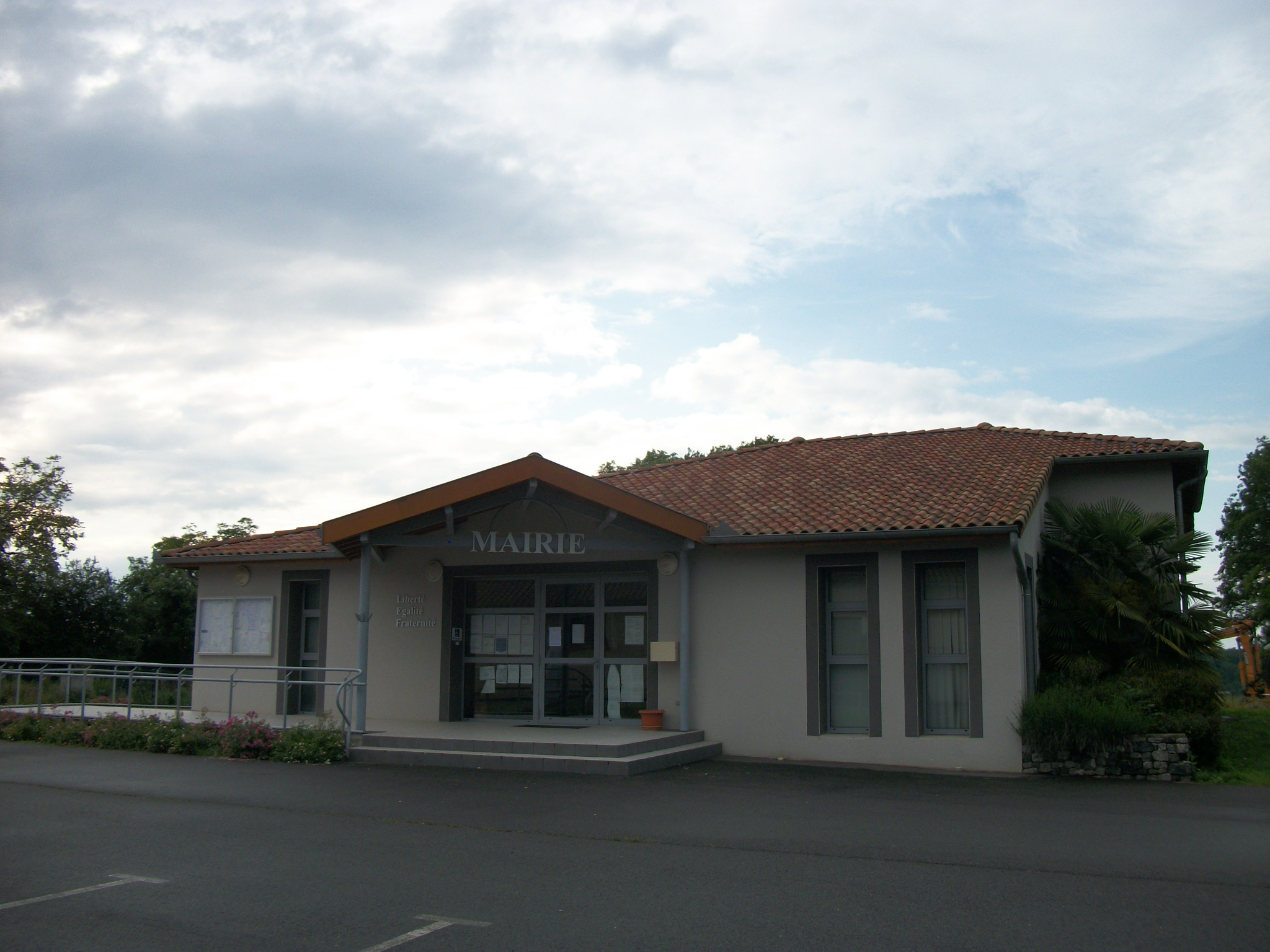
La mairie

| Période                                  | Période  | Identité         | Étiquette | Qualité                   |
| ---------------------------------------- | -------- | ---------------- | --------- | ------------------------- |
| Les données manquantes sont à compléter. |          |                  |           |                           |
| 1977                                     | 1995     | Henri Mathieu    |           | Forain                    |
| juin 1995                                | 2014     | Roger Louis      |           | Fonctionnaire territorial |
| 2014                                     | 2020     | Nathalie Lacroix | SE        | Cadre supérieure          |
| 2020                                     | En cours | David Dupuy      |           |                           |

## Population et société

### Démographie
L'évolution du nombre d'habitants est connue à travers les recensements de la population effectués dans la commune depuis 1793. Pour les communes de moins de 10 000 habitants, une enquête de recensement portant sur toute la population est réalisée tous les cinq ans, les populations de référence des années intermédiaires étant quant à elles estimées par interpolation ou extrapolation. Pour la commune, le premier recensement exhaustif entrant dans le cadre du nouveau dispositif a été réalisé en 2005.

En 2022, la commune comptait 479 habitants, en évolution de +4,13 % par rapport à 2016 (Haute-Garonne : +8,02 %, France hors Mayotte : +2,11 %).
| 1793 | 1800 | 1806 | 1821 | 1831 | 1836 | 1841 | 1846 | 1851 |
| ---- | ---- | ---- | ---- | ---- | ---- | ---- | ---- | ---- |
| 603  | 334  | 603  | 587  | 643  | 634  | 605  | 660  | 705  |

| 1856 | 1861 | 1866 | 1872 | 1876 | 1881 | 1886 | 1891 | 1896 |
| ---- | ---- | ---- | ---- | ---- | ---- | ---- | ---- | ---- |
| 682  | 664  | 679  | 715  | 692  | 638  | 652  | 749  | 711  |

| 1901 | 1906 | 1911 | 1921 | 1926 | 1931 | 1936 | 1946 | 1954 |
| ---- | ---- | ---- | ---- | ---- | ---- | ---- | ---- | ---- |
| 676  | 637  | 654  | 565  | 525  | 534  | 482  | 405  | 380  |

| 1962 | 1968 | 1975 | 1982 | 1990 | 1999 | 2005 | 2006 | 2010 |
| ---- | ---- | ---- | ---- | ---- | ---- | ---- | ---- | ---- |
| 352  | 336  | 342  | 380  | 374  | 351  | 377  | 384  | 424  |

| 2015 | 2020 | 2022 | - | - | - | - | - | - |
| ---- | ---- | ---- | - | - | - | - | - | - |
| 457  | 476  | 479  | - | - | - | - | - | - |

| selon la population municipale des années : | 1968 | 1975 | 1982 | 1990 | 1999 | 2006 | 2009 | 2013 |
| Rang de la commune dans le département      | 194  | 214  | 194  | 235  | 263  | 265  | 263  | 261  |
| Nombre de communes du département           | 592  | 582  | 586  | 588  | 588  | 588  | 589  | 589  |

### Services publics
A Montrejeau, gendarmerie, trésorerie, et à Saint-Gaudens, sous-préfecture, service des impôts, Hôpital, cadastre, hypothèques.

### Enseignement
Le Cuing fait partie de l'académie de Toulouse.
L'éducation est assurée par un regroupement pédagogique intercommunal de la maternelle au primaire. Réparti sur trois écoles une sur les trois communes de l'RPI Larroque, Lodes et Le Cuing.
Le collège le plus proche se trouve à Montrejeau et le lycée à Saint-Gaudens.

### Santé
Au centre du village il existe une EHPAD "l'horizon".

### Manifestations culturelles et festivités
Comité des fêtes, salle des fêtes,

### Activités sportives
Chasse, pétanque, aire de jeux,

## Économie

### Revenus
En 2018  (données Insee publiées en septembre 2021), la commune compte 162 ménages fiscaux, regroupant 393 personnes. La médiane du revenu disponible par unité de consommation est de 20 290 € (23 140 € dans le département).

### Emploi
|                | 2008  | 2013  | 2018  |
| -------------- | ----- | ----- | ----- |
| Commune        | 2,9 % | 6,2 % | 6,5 % |
| Département    | 7,7 % | 9,6 % | 9,3 % |
| France entière | 8,3 % | 10 %  | 10 %  |

En 2018, la population âgée de 15 à 64 ans s'élève à 258 personnes, parmi lesquelles on compte 69,8 % d'actifs (63,4 % ayant un emploi et 6,5 % de chômeurs) et 30,2 % d'inactifs,. Depuis 2008, le taux de chômage communal (au sens du recensement) des 15-64 ans est inférieur à celui de la France et du département.
La commune fait partie de la couronne de l'aire d'attraction de Saint-Gaudens, du fait qu'au moins 15 % des actifs travaillent dans le pôle,. Elle compte 138 emplois en 2018, contre 116 en 2013 et 125 en 2008. Le nombre d'actifs ayant un emploi résidant dans la commune est de 169, soit un indicateur de concentration d'emploi de 81,6 % et un taux d'activité parmi les 15 ans ou plus de 48,6 %.
Sur ces 169 actifs de 15 ans ou plus ayant un emploi, 28 travaillent dans la commune, soit 17 % des habitants. Pour se rendre au travail, 91,3 % des habitants utilisent un véhicule personnel ou de fonction à quatre roues, 0,6 % les transports en commun, 1,7 % s'y rendent en deux-roues, à vélo ou à pied et 6,4 % n'ont pas besoin de transport (travail au domicile).

### Activités hors agriculture
27 établissements sont implantés  au Cuing au 31 décembre 2019. Le tableau ci-dessous en détaille le nombre par secteur d'activité et compare les ratios avec ceux du département,.
Le secteur du commerce de gros et de détail, des transports, de l'hébergement et de la restauration est prépondérant sur la commune puisqu'il représente 33,3 % du nombre total d'établissements de la commune (9 sur les 27 entreprises implantées  au Le Cuing), contre 25,9 % au niveau départemental.

### Agriculture
La commune est dans les « Coteaux de Gascogne », une petite région agricole occupant une partie ouest du département de la Haute-Garonne, constitué d'un relief de cuestas et de vallées peu profondes, creusés par les rivières issues du massif pyrénéen, avec une activité de polyculture et d’élevage. En 2020, l'orientation technico-économique de l'agriculture  sur la commune est l'élevage de bovins, pour la viande.
|               | 1988 | 2000 | 2010 | 2020 |
| ------------- | ---- | ---- | ---- | ---- |
| Exploitations | 55   | 38   | 18   | 20   |
| SAU (ha)      | 976  | 963  | 737  | 827  |

Le nombre d'exploitations agricoles en activité et ayant leur siège dans la commune est passé de 55 lors du recensement agricole de 1988  à 38 en 2000 puis à 18 en 2010 et enfin à 20 en 2020, soit une baisse de 64 % en 32 ans. Le même mouvement est observé à l'échelle du département qui a perdu pendant cette période 57 % de ses exploitations,. La surface agricole utilisée sur la commune a également diminué, passant de 976 ha en 1988 à 827 ha en 2020. Parallèlement la surface agricole utilisée moyenne par exploitation a augmenté, passant de 18 à 41 ha.

## Culture locale et patrimoine

### Lieux et monuments
- Église Saint-Pierre du Cuing avec des fresques de Nicolas Greschny.
- Ruines du château près de l'église.
- Statue de Saint Roch.
- Nouvelle statue de Notre-Dame de Lourdes installer en 2021.
- Statue du Sacré-Cœur de Jésus.
- Sculpture en marbre devant la mairie.
- Point de vue sur la chaîne des Pyrénées. Lieu-dit la Plagne (rebaptisé le Tremoi par l'administration sous mandat Roger Louis).
- Ancienne chapelle du Couvent de l'Immaculée Conception[46].

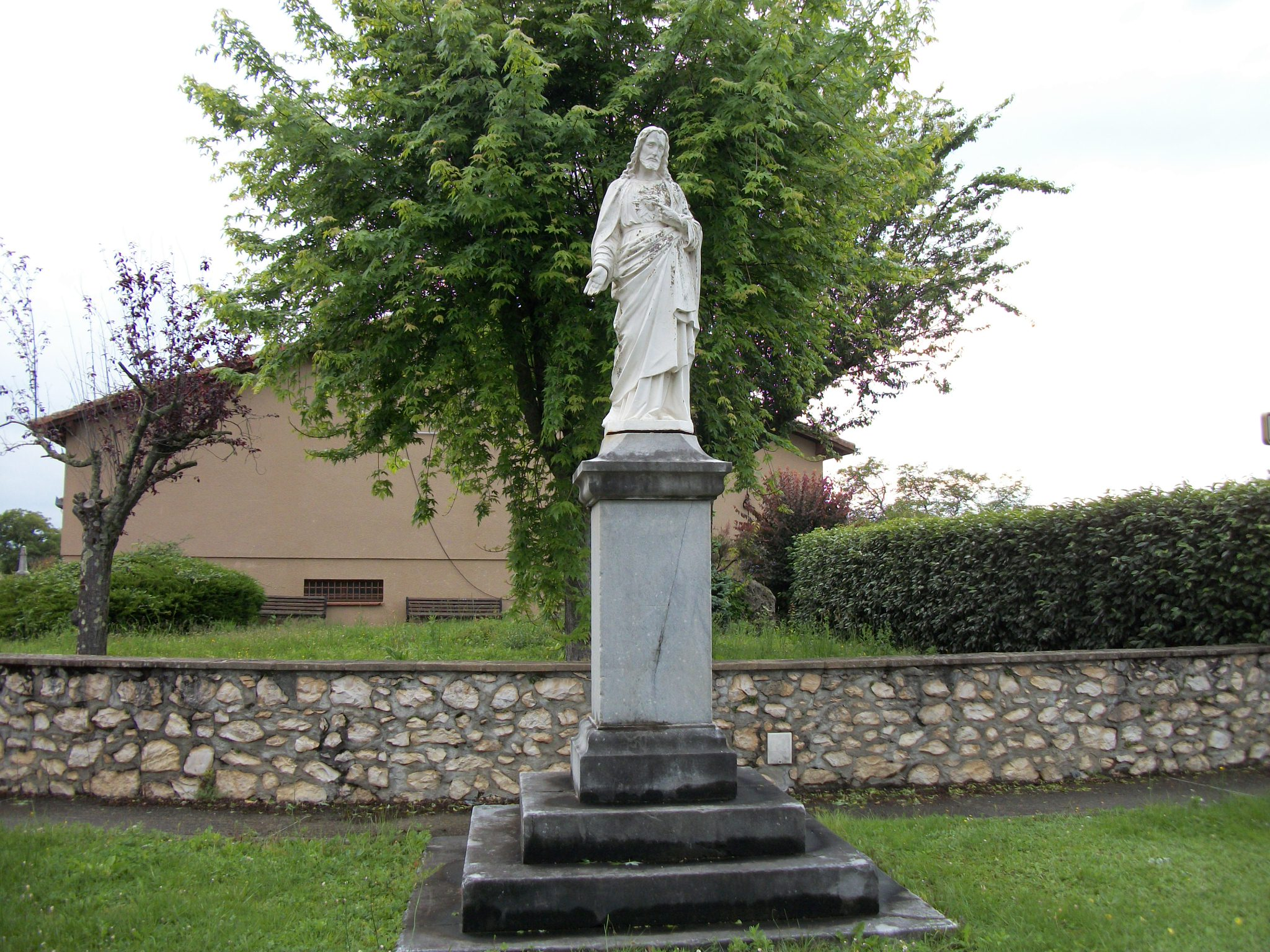
Statue du Sacré-Cœur de Jésus
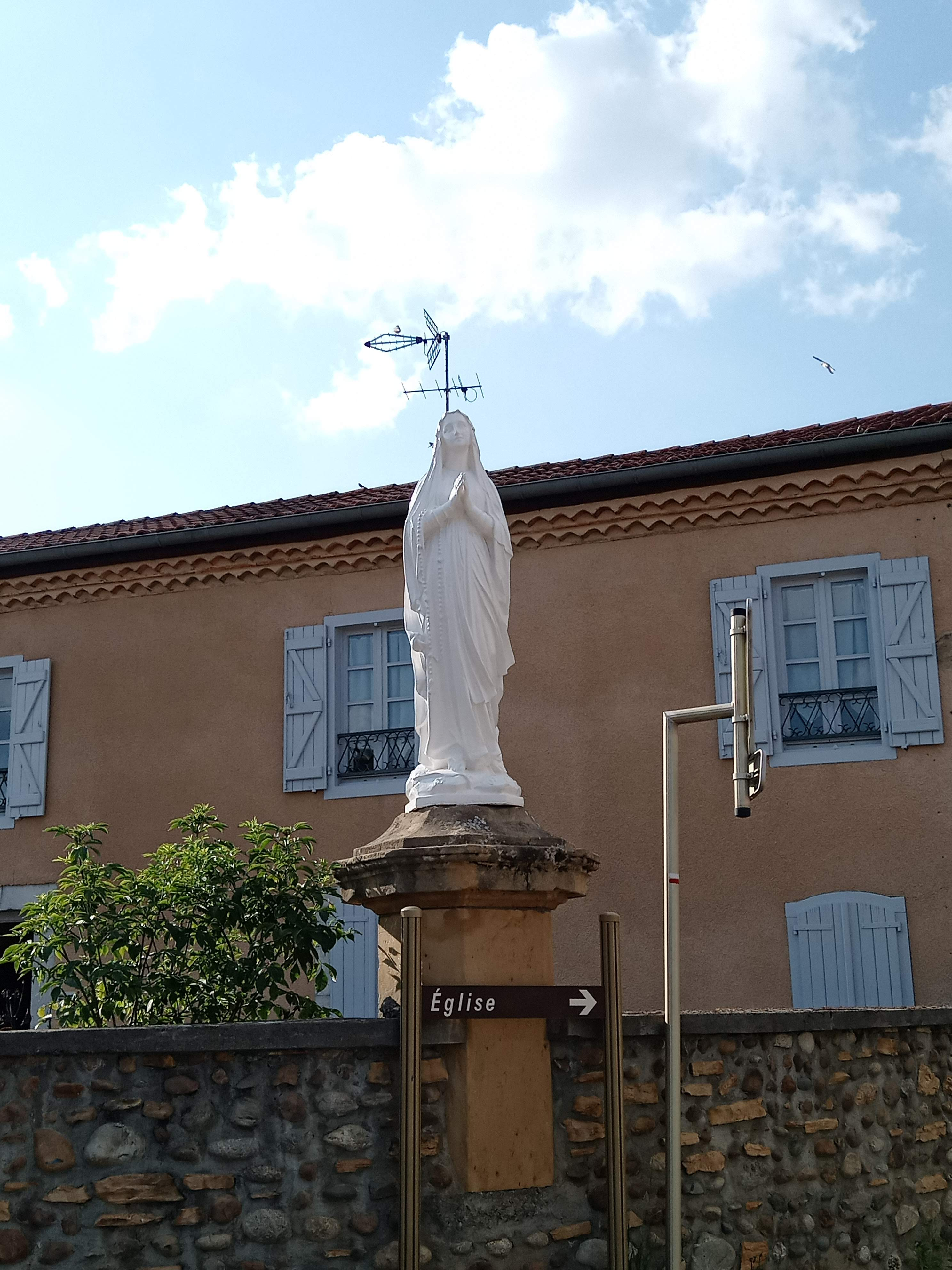
Nouvelle statue de Notre-Dame de Lourdes.
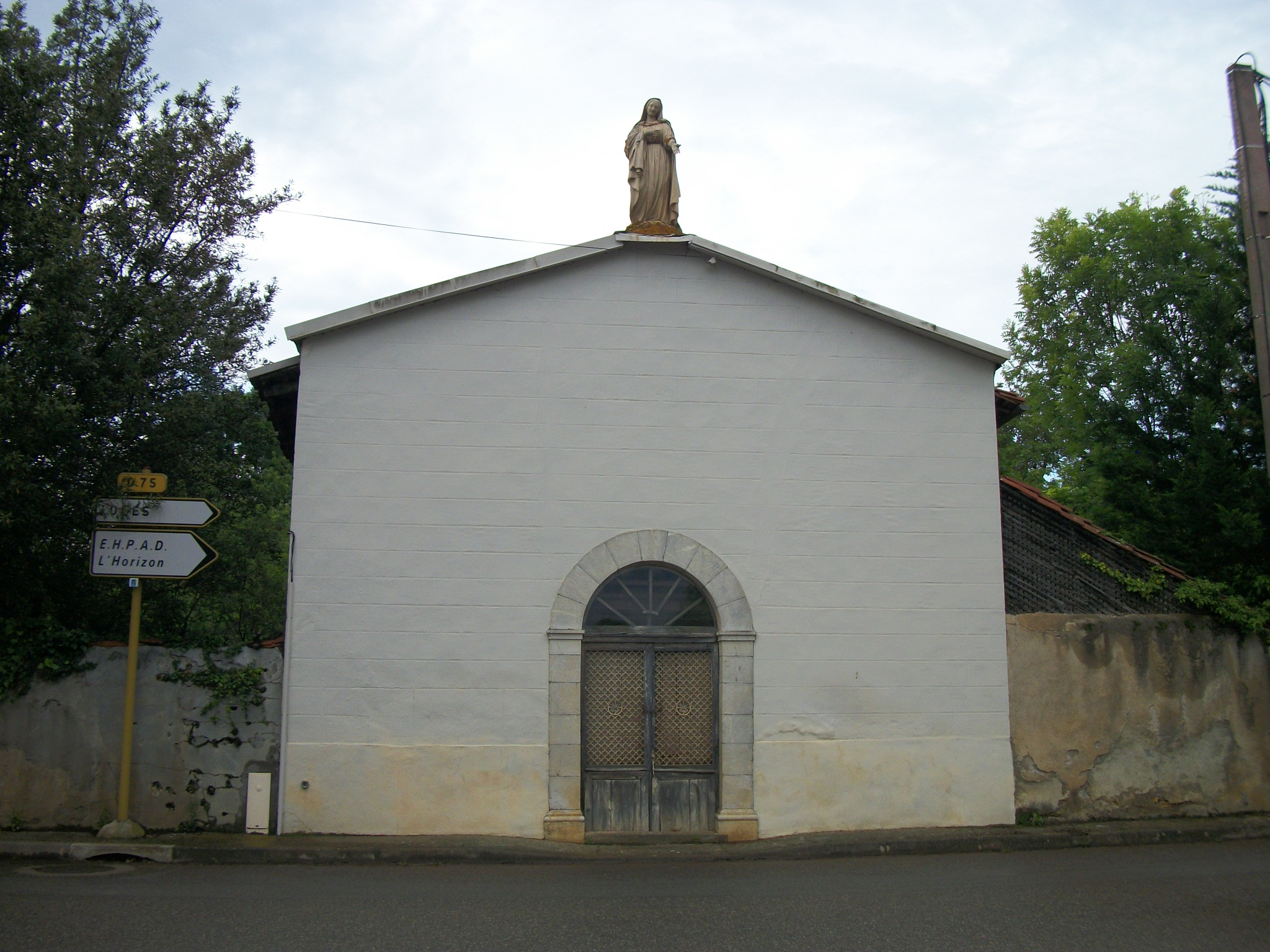
Chapelle du Couvent de l'Immaculée Conception
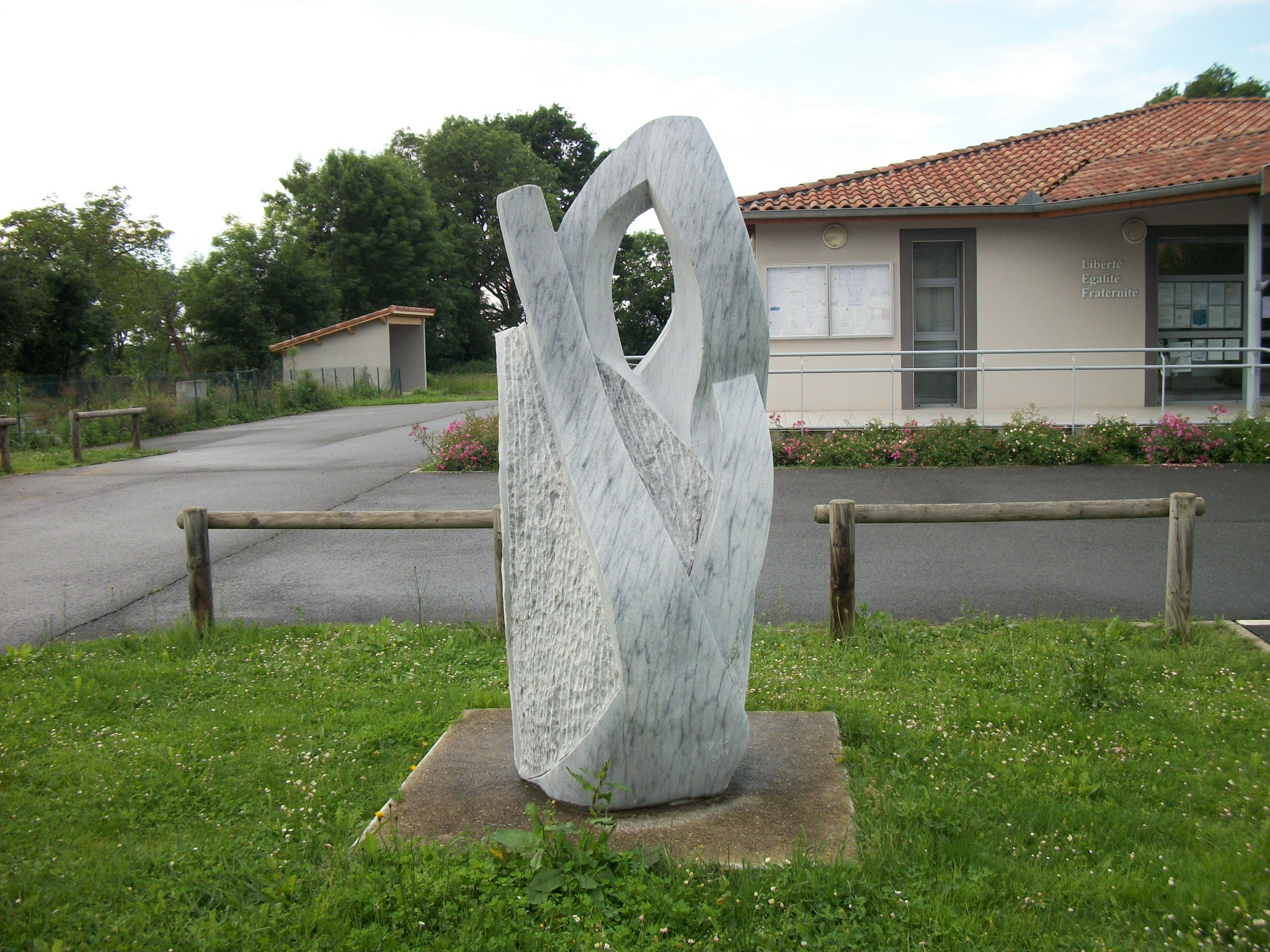
Sculpture en marbre devant la mairie
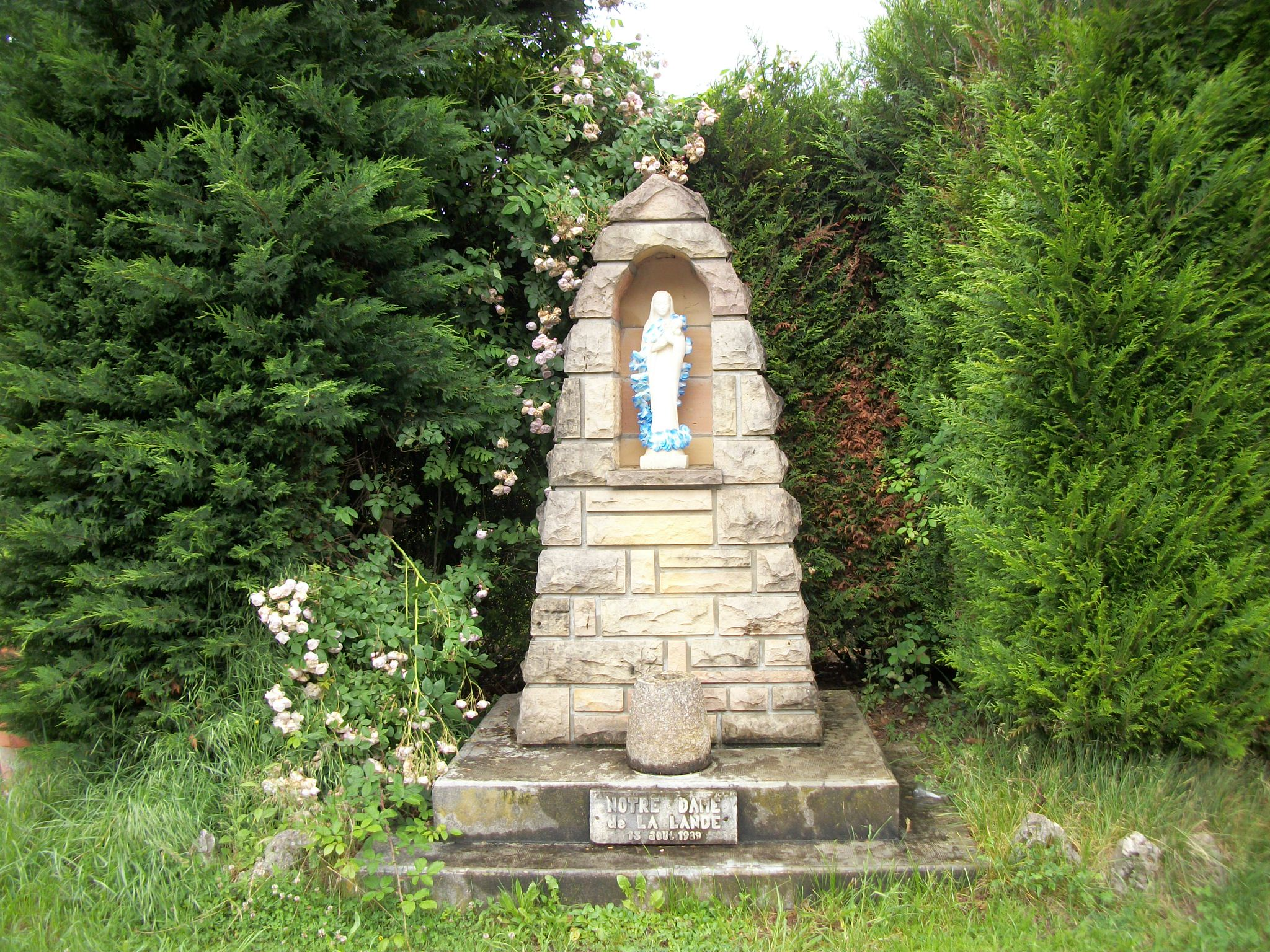
Lieu-dit La Lande. Oratoire de Notre-Dame de La Lande inauguré le 15 août 1989.

### Personnalités liées à la commune
- Homonymie : Bernard Ducuing professeur en médecine. Hôpital Purpan Toulouse

## Pour approfondir